# Ransom Riggs
Ransom Riggs (2025) je americký spisovatel, známý především díky úspěšně zfilmované knize Sirotčinec slečny Peregrinové pro podivné děti.

## Život a vzdělání
Riggs se narodil v Marylandu v roce 1979 na 200 let staré farmě, a vyrůstal na Floridě, kde navštěvoval Pine View School for the Gifted. Studoval anglickou literaturu na Kenyon College a film na Univerzitě Jižní Kalifornie.

## Kariéra
Jeho práce na krátkých filmech, které zveřejňoval na internetu, a také blogování pro Mental Floss mu přinesly práci na The Sherlock Holmes Handbook, příručce která byla vydána v návaznosti na film Sherlock Holmes v roce 2009.
Riggs shromáždil sbírku kuriózních starých fotografií, kterou přinesl do vydavatelství Quirk Books s nápadem, využít je v obrázkové knize. Na návrh šéfredaktora, Riggs použil fotografie jako východisko pro sepsání příbehu. Výsledkem byla kniha Sirotčinec slečny Peregrinové pro podivné děti (Miss Peregrine's Home for Peculiar Children), která se umístila na seznamu bestsellerů, zveřejněném v deníku The New York Times.
Další knihy inspirované starými fotografiemi byly Talking Pictures publikované nakladatelstvím Harper Collins v říjnu 2012. Pokračování série Sirotčinec slečny Peregrinové pod názvem Podivné město (Hollow City: The Second Novel of Miss Peregrine's Children) byl vydán 14. ledna 2014. Třetí díl série s názvem Knihovna Duší, byl vyhlášen na začátku roku 2015 a oficiálně vydaný byl dne 22. září 2015.

## Osobní život
Riggs v současné době žije v Santa Monice v Kalifornii a v roce 2013 se oženil se spisovatelkou Tahereh Mafi. S autorem Johnem Greenem jsou dobří přátelé.

## Knihy vydané v češtině
- Sirotčinec slečny Peregrinové pro podivné děti. Překlad Bronislava Grygová. V Brně: Jota, 2012. ISBN 978-80-7462-019-5.
- Sirotčinec slečny Peregrinové: Podivné město. Překlad Bronislava Grygová. V Brně: Jota, 2014. Beletrie (Jota). ISBN 978-80-7462-565-7.
- Sirotčinec slečny Peregrinové: Knihovna duší. Překlad Bronislava Grygová. Překlad Bronislava Grygová.ISBN 978-80-7462-933-4.
- Povídky podivných. Překlad Bronislava Grygová. V Brně: Jota, 2017 ISBN 978-80-7565-147-1.
- Sirotčinec slečny Peregrinové: Mapa dní. Překlad Bronislava Grygová. V Brně: Jota, 2019. ISBN 978-80-7565-516-5.
- Sirotčinec slečny Peregrinové: Ptačí sněm. Překlad Bronislava Grygová. V Brně: Jota, 2020. ISBN 978-80-7565-794-7.
- Sirotčinec slečny Peregrinové: Zkáza Ďáblova akru. Překlad Bronislava Grygová. V Brně: Jota, 2021. ISBN 978-80-7565-881-4.

## Knihy v angličtině
- The Sherlock Holmes Handbook: The Methods and Mysteries of the World's Greatest Detective. Quirk Books. 2009. ISBN 978-1-59474-429-7.
- Talking Pictures: Images and Messages Rescued from the Past. Harper Collins. 2012. ISBN 978-0-06-209949-5.
- Tales of the Peculiar. Dutton Books for Young Readers. 2016